# Tsimshian
Tsimshian är ett folk som lever på ett litet område längs Nordamerikas västkust. Större delen av befolkningen (cirka 10 000) lever i British Columbia i Kanada, medan en mindre del (1 500) lever i Alaska (USA). De är nära besläktade med andra geografiskt närliggande folk, såsom haida och tlingit. Tsimshianfolket livnär sig på fiske kombinerat med jakt.